# Beuva de Reims
Beuva de Reims o Bova de Reims, o santa Beuva o santa Boba o Santa Bova fou una verge declarada santa per l'església catòlica que vivia a la regió de Reims al segle vi, i la fundadora de l'abadia Saint-Pierra-les-Dames a Reims.

## Família
Flodoard, en la seva Historia eccclesiæ Remensis l'esmenta com a germana d'un sacerdot anomenat Balderic, filla d'un rei Sigebert i tia de santa Doda. Flodoard identificava el pare de la santa amb Sigebert I (535 † 575), rei d'Austràsia, però aquesta identificació és en contradicció amb el que se sap d'aquest rei i seria més aviat Sigebert el Coix, rei de Colònia.
Els fills coneguts de Sigebert I són Ingunda, casada amb Hermenegild, príncep visigot, Khildebert II, que va succeir al seu pare a l'edat de 5 anys, Clodesinda, promesa amb Autari, rei dels longobards i després amb Recared, rei dels visigots, i probablement una filla casada amb el duc Chrodoald. L'existència d'aquesta última filla mostre que Sigebert I pot haver tingut altres filles no mencionades pels seus contemporanis. El cas d'un fill desconegut és molt menys probable. Segons la llei sàlica, a la mort d'un rei franc, tots els seus fills havien de compartir el regne. Ara bé Khildebert II fou l'únic hereu del seu pare. La hipòtesi segons la qual Balderic ja estava tonsurat és improbable basant-se en la seva edat. Imaginar que Brunequilda no hagi tornsurat més que el seu fill gran i apartat els fills petits és igualment improbable. Certament va arribar a aquesta solució dues generacions o 37 anys més tard, però aquesta successió de 612 constitueix un esdeveniment sense precedent del qual els historiadors es van fer l'eco. Si tal tipus de repartiment contrari a la llei sàlica hagués tingut lloc, no hauria passat inadvertit als documents contemporanis.
De fet, l'únic rei anterior que porta aquest nom és Sigebert el Coix († 507), rei dels francs de Colònia o ripuaris. La dificultat que presenta aquesta solució és que santa Beuva tenia una neboda santa Doda que la va succeir, i que va obtenir més tard d'un príncep anomenat Pipí cartes de protecció per a la seva comunitat. És clar que aquest príncep no pot ser que Pipí de Landen, majordom de palau d'Austràsia. Fins i tot si Pepí l'Ancià o l'Antic hagués tingut homònims en la seva ascendència propera, aquests no han deixat cap rastre en la documentació contemporània i res no justificaria aquesta qualificació de «príncep». Fora de Balderic i de Beuva, l'únic altre fill conegut de Sigebert el Coix és Cloderic, mort el 508, per tant Doda, si és filla de Clodéric, va néixer al més tard el 508. En canvi Pipí de Landen fou majordom del palau com a molt aviat el 613, el que donaria per Doda una edat d'almenys 105 anys en el moment de la firma de l'acte de protecció. Res no assegura que Pipí l'Antic era ja alcalde en el moment d'aquest acte. Res no assegura tampoc que Doda era filla de Clodéric. Va poder néixer d'una filla de Sigebert, nascuda cap a la fi de la vida d'aquest últim, cap a 505-508. Doda hauria nascut llavors entre 520 i 550, el que li atribueix una edat més raonable en el moment de l'acte de protecció. La data de 545 pot ser retinguda per al naixement de Doda. Això li dona 16 anys a l'adveniment de Sigebert I com rei d'Austrasie, ara bé la llegenda afirma que fou promesa en matrimoni a un senyor del tribunal de Sigebert.

## Biografia
Desitjava continuar sent una simple monja, però no va poder evitar ser anomenada abadessa; es mostra llavors més humil i multiplica les novícies, les oracions i les vetlles, i instaura a l'abadia la regla de sant Benet. El seu germà venia a veure-la regularment per sostenir la seva fe, però es va posar malalt i va morir. Va ser inhumat a l'abadia, i les seves restes van ser llavors desplaçades a Montfaucon. Santa Beuva va elevar igualment a la seva neboda Doda, i després la va recollir quan aquesta última va fugir per escapar a un matrimoni. Doda la va succeir llavors després de la seva mort.